# Marius Theiler
Marius Theiler (Suiza, 23 de agosto de 1938) fue un atleta suizo especializado en la prueba de 4x400 m, en la que consiguió ser medallista de bronce europeo en 1962.

## Carrera deportiva
En el Campeonato Europeo de Atletismo de 1962 ganó la medalla de bronce en los relevos de 4x400 metros, con un tiempo de 3:07.7 segundos, llegando a meta tras los equipos formados por atletas de Alemania del Oeste y de Reino Unido (plata).